# والابی صخره هربرت
والابی صخره هربرت (نام علمی: Petrogale herberti) گونه‌ای کیسه‌دار عضو سرده صخره‌راسوها از تیره درازپایان است که در شرق و شمال شرقی کوئینزلند در استرالیا زندگی می‌کند. والابی صخره هربرت همچون دیگر والابی‌ها شب‌زی و گیاه‌خوار است.